# Hãy kể giấc mơ của em
Hãy kể giấc mơ của em (nguyên tác: Tell Me Your Dreams) là một tiểu thuyết của nhà văn Mỹ Sidney Sheldon, xuất bản lần đầu tiên năm 1998.

## Nội dung
Những nhân vật chính của tác phẩm là Ashley Patterson, một cô gái người Mỹ tham công tiếc việc với tính cách hướng nội, các đồng nghiệp của cô, Toni Prescott, một cô gái người Anh sôi nổi, có giọng hát tốt, Alette Peters, một cô gái người Ý rụt rè, có khả năng hội họa và cha của Ashley.
Ba cô gái này không hoà thuận với nhau lắm vì tính cách khác nhau. Toni và Alette nhìn chung giữ mối quan hệ bạn bè, nhưng Toni ghét Ashley và thường chỉ trích, mỉa mai Ashley với Alette. Cả ba cô đều gặp vấn đề với mẹ của họ khi mẹ họ cho rằng họ sẽ chẳng làm nên điều gì.
Ashley lo sợ rằng có một ai đó đang theo dõi mình. Cô thấy rằng đèn trong nhà bật sáng khi đi làm về, đồ đạc cá nhân xáo trộn và ai đó viết lên gương trong nhà tắm "Mày phải chết" bằng son môi. Cô nghĩ rằng có ai đó đã đột nhập vào nhà mình. Vào buổi tối phát hiện dòng chữ trên gương, Ashley cầu cứu đến sự trợ giúp của cảnh sát. Tuy nhiên đến sáng hôm sau, viên cảnh sát canh gác buổi đêm ở căn hộ của cô bị phát hiện đã chết đằng sau khu chung cư đó. Ba vụ sát nhân khác cũng diễn ra trong thời gian này với cùng hình thức. Những nạn nhân đều là nam giới, đều quan hệ tình dục trước khi chết và sau đó đều bị thiến. Những bằng chứng cho thấy rằng cùng một hung thủ liên quan đến cả bốn vụ sát nhân này. Khi một món quà của một trong ba nạn nhân gửi cho Toni được tìm thấy trong nhà của Ashley, cô bị kết tội là kẻ sát nhân và bị bắt giữ. Tại thời điểm đó, những bằng chứng cho thấy cả ba người phụ nữ này chỉ là một người.
| “ | Đồn trưởng Dowling hít một hơi dài. "Ashley Patterson... Toni Prescott... Alette Peters, tất cả chỉ là một người mà thôi." | ” |

Cha của Ashley thuyết phục một luật sư, David Singer, mà ông từng làm ơn thuở trước biện hộ cho Ashley. Phần thứ hai của tác phẩm miêu tả về phiên toà. Khi tiếp xúc với Ashley tại trại giam, với sự giúp đỡ của bác sĩ thôi miên Salem, David nhận ra rằng cô mắc bệnh rối loạn đa nhân cách và ba phụ nữ chính là ba nhân cách trong con người cô. Anh muốn dựa vào điểm này để bào chữa trắng án cho cô, với lý lẽ rằng cô mắc bệnh và những nhân cách khác đã gây ra tội ác chứ không phải bản thân Ashley. Cuộc tranh luận tại tòa căng thẳng giữa luật sư công tố và luật sư biện hộ. Hai bên đều đưa ra những bác sĩ tâm lý hàng đầu để tranh luận xem căn bệnh rối loạn đa nhân cách có thực sự tồn tại hay không. Tuy nhiên, chánh án Williams không cho phép thực hiện việc thôi miên Ashley tại tòa. Điều này gây khó khăn cho bên biện hộ và bồi thẩm đoàn đã quyết định Ashley phải chịu án tử hình vì giết người. Vào sáng sớm ngày tuyên bố án, David cùng bác sĩ Salem đã thực hiện việc thôi miên Ashley, gọi được các nhân cách Toni và Alette ra, lén quay phim lại. Khi tòa sắp tuyên án, David xin chánh án hoãn phiên tòa 10 phút. Trong thời gian đó, ở phòng chánh án, anh chiếu đoạn phim quay hồi sáng cho chánh án và luật sư công tố xem. Việc này đã thuyết phục được chánh án rằng Ashley vô tội. Toà án kết luận Ashley mắc bệnh, việc thực hiện tội ác do nhân cách Toni trong con người cô. Do vậy cô trắng án và được điều trị tại một bệnh viện tâm thần.
Phần tiếp theo là cuộc điều trị của Ashley tại bệnh viện. Bác sĩ Gilbert nhận điều trị cho Ashley. Ông bị cô cuốn hút. Trong sự khủng hoảng của cô, ông cũng có thể cảm nhận được nỗi đau của cô và muốn giúp cô thoải mái. Tuy nhiên, quá trình điều trị không tiến triển mấy, cho đến khi cha cô đến thăm con gái. Khi nhìn thấy cha đang nựng đứa bé gái, con của nhân tình hiện tại, Ashley hét lên kinh hoàng và không muốn gặp người thân. Đến lúc đó Gilbert mới phát hiện ra rằng từ nhỏ Ashley đã bị cha mình lạm dụng tình dục, khiến cho cô phát triển các nhân cách khác nhau. Nhân cách Toni được sinh ra tại Luân Đôn, khi Ashley 6 tuổi và bị người cha lạm dụng lần đầu tiên. Với sự vật lộn và sợ hãi của một đứa trẻ chưa trưởng thành về tính dục, nhân cách này xuất hiện để trở thành người bảo vệ và sau này thực hiện các vụ sát nhân khi những điều kiện tương tự xảy ra. Nhân cách Alette được hình thành tại Roma, năm Ashley 14 tuổi và bị người cha lần đầu cưỡng hiếp. Alette đại diện cho sự xấu hổ và đau đớn của Ashley nên không thù ghét Ashley như Toni và thường bị Toni chi phối. Sau khi Gilbert biết được điều này, việc chữa trị cho Ashley có tiến triển. Gilbert thuyết phục được Ashley nói chuyện với hai nhân cách kia của mình. Khi việc chữa trị gần xong thì tình cờ Toni đọc được bài báo cha mình sắp kết hôn với tình nhân. Cô nổi điên lên và muốn đi giết ông vì lo sợ đứa bé gái sẽ bị lạm dụng như mình hồi trước. Tuy nhiên Gilbert đã tìm cách hạ hỏa Toni bằng cách cho cô đọc tin tức về cha mình hàng tuần, làm cô mềm lòng lại. Cuối cùng, sau hơn một năm, Toni và Alette đồng ý hợp nhất lại với Ashley.
Vài tháng sau, các chuyên gia đến khám lại cho Ashley. Cô không gặp ác mộng trong những giấc mơ nữa mà thay vào đó là những điều thanh bình. Cô không còn thù ghét cha mình mà mong cho ông, cũng như bản thân mình được hạnh phúc. Ashley khỏi bệnh, được xuất viện và điều trị ngoại trú thêm.
Kết thúc tác phẩm, Ashley quay trở về quê nhà Hamptons với niềm tin vào tương lai.
| “ | Lẽ ra đó phải là một kết thúc bi thảm dành cho nàng, nàng nghĩ, nhưng rồi nó lại trở thành một cái kết có hậu mà nàng vẫn hằng cầu xin . | ” |

## Bản dịch tiếng Việt
Tác phẩm này được Trần Hoàng Cương dịch ra tiếng Việt với tựa đề Hãy kể giấc mơ của em. Bản dịch tiếng Việt được Nhà xuất bản Văn học phát hành năm 1999, tái bản năm 2006, Nhà xuất bản Công an nhân dân tái bản năm 2011.